# مجموعة دليس
مجموعة دليس-دانون (بالفرنسية: Délice Danone)‏ شركة تونسية تعمل أساسا في صناعة الألبان تقع في تونس العاصمة تعرف هذه الشركة بإنتاجها للحليب ومشتقاته مثل (الجبن، الياغورت..) و تعرف هذه الشركة بأنها المصنِّع الأول للألبان في تونس حيث تتصدر المبيعات في البلاد.
في عام 1978 قام حمدي المؤدب بتأسيس شركته الأولى STIAL المتخصصة في منتجات الألبان ومشتقاتها، وأصبحت تدريجيا رائدة صناعة الألبان في تونس، مع حصتها في السوق 30٪ في عام 1993.، ثم قام بعدها بدمجها مع شركة سوكوجيس (Socoges) لتصبح مجموعة ديليس وفي 1998 قامت مجموعة دانون بشراء حصة 50% من الشركة ليصبح اسمها مجموعة ديليس دانون.